# كاتسونوري أويإبيسو
كاتسونوري أويإبيسو (باليابانية: 上夷 克典) (مواليد 5 أبريل 1996) هو لاعب كرة قدم ياباني.

## وصلات خارجية
- كاتسونوري أويإبيسو على موقع رابطة كرة القدم اليابانية للمحترفين (اليابانية)
- كاتسونوري أويإبيسو على موقع قاعدة بيانات كرة القدم.إي يو (الإنجليزية)
- كاتسونوري أويإبيسو على موقع Soccerway.com (الإنجليزية)
- كاتسونوري أويإبيسو على موقع عالم كرة القدم.نت (الإنجليزية)